# 源平伝NEO
『源平伝NEO』（げんぺいでんネオ）は、あかほりさとるのライトノベル、またはこれを原作とした別天荒人のコミカライズ作品。
タイトルに「源平伝」とあるとおり、本作は源平合戦を題材としたフィクション作品である。歴史に残る源平の争乱を現代の学園抗争の形で甦らせ、主人公と彼を取巻く愛と闘いの様をコメディ的要素も入れ描いていく作品だが、未完に終わっている。

## ストーリー
自らの持つ霊力を武器に顕在化させた「霊帯剣」を使い、戦う学生たち。彼らは全て八百年前の前世において、源氏と平氏の勢力に分かれ戦った者たちだった。主人公「源　義経（みなもと　よしつね）」もまた、前世の因縁によって鎌倉に引寄せられるが、前世において自分を殺した兄、「源　頼朝（みなもと　よりとも）」への不信感から、ともに暮らしながらもギクシャクした関係が続いていた。「前世の事など今の俺には関係ない!」と言いつつ、前世にこだわってしまう義経。しかし、源平両派による今世の争いは、否応無く彼を闘いの渦に巻き込んでゆくのだった。

## 登場人物
登場人物の名前は現代風の読みとなっている。例・「源義経」は「みなもと・の・よしつね」ではなく、「みなもと・よしつね」となる。

### 源氏方
源義経
霊帯剣：弁慶
主人公。整った面差を持つ黒髪の小柄な少年だが、約八百年前に源氏方の大将として平氏追討に活躍した英雄源義経の生まれ変わりである。現代に前世の魂を持って転生した源平の武将達による凄惨な殺し合いを激しく嫌悪し避けたがっている。また、平氏追討に比類なき手柄を立てたにもかかわらず最終的に自分を追い自害に追い込んだ前世を持ち、現代においても兄弟として転生した兄頼朝への接し方に悩み彼とは距離を置いている。
決して殺し合いは好まないものの小柄で華奢な体格とは裏腹にケンカは強く、前世の怨恨から執拗に襲ってくる平氏方の刺客に対しては、霊帯剣「弁慶」を振るい果敢に立ち向かう。「弁慶」は太刀を基本形としながら、「七つ道具」と呼ばれる形態を持つ。コミック版を含めて太刀以外に登場したのは大槌型の「武蔵坊」、移動補助型「青海貝（せいかいばい）」。
その秀麗かつ愛嬌のある容姿と眠った時に無意識に漏れる「にゃあ」といった猫の様な寝言などから作中に登場する女性達からは非常にモテており、幼馴染の国衡には羨望と嫉妬を向けられることもしばしばである。
源頼朝
霊帯剣：霊都
義経の兄にして源氏の棟梁。眉目秀麗な美青年であり高校生にして鎌倉源氏高校の理事長を務める。
梶原景時
霊帯剣：石切
頼朝の腹心の部下。冷静沈着かつ生真面目な性格で頼朝への忠誠は死をも辞さぬほど絶大であり、前世同様に平氏方に対し戦闘を有利に進めるため、義経を戦列に加えたいと考えている。
河越志乃
前世では義経の妻で、今世でも主人公に想いを寄せるおしとやかな少女。
舞野静
前世は白拍子で、今世でも主人公に想いを寄せる少女。積極的に義経に迫る。
北条政子
前世では頼朝の正室で、今世でも常に彼と寄り添い行動を共にする妖艶な美女。
和田義盛
霊帯剣：鬼刺
コミック版のみ登場する鎌倉七口の一つ巨福呂坂の切通しの守護。槍術に秀でた武人肌の人物。
佐々木高綱
霊帯剣：生唼
コミック版のみ登場する鎌倉七口の一つ亀ヶ谷の切通しの守護。前世では景時の息子梶原景季と有名な宇治川の先陣争いを演じた事もあり機動力を生かした攻撃を得意とする反面、今世における当人は時間にルーズな性格で景時によく叱責を食らっている。
畠山重忠
霊帯剣：覇王
コミック版のみ登場する鎌倉七口の一つ極楽寺坂の切通しの守護。腕力に秀で筋骨隆々の体格を持つが性格は冷静で常に読書を欠かさない。
北条義時
コミック版のみ登場する鎌倉七口の一つ大仏坂の切通しの守護にして政子の弟。源氏方に属しながら守護すべき切り通しの封印を平氏方に明け渡すなど謎の行動をとる。
三浦義澄
コミック版のみ登場する鎌倉七口の一つ朝比奈の切通しの守護。浅黒で傷だらけの肌を持つワイルドな雰囲気の少年。
安達景盛
霊帯剣：白般若
コミック版のみ登場する鎌倉七口の一つ名越坂の切通しの守護。物腰の柔らかい雰囲気を持つ少年で積極的には争い事を好まない性格。
那須与市
霊帯剣：蒼月
コミック版のみ登場する鎌倉七口の一つ化粧坂の切通しの守護。今世ではそばかすが特徴的なショートカットの少女であり静の友人でもある。見た目と裏腹に戦闘力は他の守護にも引けを取らず前世同様に弓を得意とする。

### 平氏方
平重盛
平氏の頭領。彫刻を思わせる整った顔立ちを持つ麗人で、京都の某所より八百年前に鎌倉の霊都に封印された入道相国平清盛の封印を解くべく平氏の武将達を刺客として送り続ける。
平宗盛
霊帯剣：連枝
重盛と並び平氏一門を束ねる立場にある三人の一人。四人の幹部の中では特に短気な性格で慎重な重盛のやり方を快く思っていない。また、幹部達の中で唯一八百年前における清盛の死の真相を重盛に知らされていなかった事にもコンプレックスを感じていた。
前世では重盛の異母弟であり彼の死後棟梁の座を受け継いだが、己の代で義経率いる源氏方に敗れた事もあり、平氏一門の中でも特に源氏に対する憎しみは深い。
コミック版では終盤になって痺れを切らし、時忠の援軍要請に応える形で遂に自ら鎌倉へと出撃し鎌倉七口攻略の指揮を執ると共に、前世で部下達に抑えられ満足に戦えなかった鬱憤を晴らすかのように源氏方を相手に縦横無尽の猛将ぶりを見せる。
平経盛
重盛と並び平氏一門を束ねる立場にある三人の一人。堂々たる体格が特徴的な大男で何かと激昂し易い宗盛の抑え役でもある。
平教盛
重盛と並び平氏一門を束ねる立場にある三人の一人。幹部の中でも特に無口な長髪の男で幹部達が一堂に会している場でも常に沈黙を守る。
平景清
霊帯剣：生目
平氏一門の一人で前世に於いては「悪七兵衛」と呼ばれた侍大将。重盛の命令で時忠と共に霊都の開封を目指す。ワイルドな風貌通りな血の気の多い性格で、共に行動している時忠の言う事もまるで聞かず、源氏への怨念に凝り固まった自身の欲求にのみ従い義経に襲い掛かる。
平時忠
霊帯剣：守扇
平氏一門の一人。色白でまるで公家を思わせる風貌の少年。「平氏であらねば人にあらず」と広言した前世と同じく、今世に於いても源氏を田舎者と見下す高慢な性格の持ち主。力攻めは不得手だが知略に長け目的の為には味方の犠牲も厭わない冷酷さも見せる。最初は重盛の命令で景清と共に霊都の開封を目指して鎌倉に入り、コミック版ではその過程で突入した鎌倉七口を守る源氏方の守護達との戦いの中で京都から派遣される平氏方の将達を指揮する役目も担う。
平維盛
平氏一門の一人。前世では重盛の息子だが今世に於いては弟。兄同様の美貌の持ち主で、総帥の弟ながら今世における源平の戦いを肯定できずにいる義経と対を為す人物。
平忠正
平氏一門の一人。前世では保元の乱で清盛や重盛らと対立したために転生が許されず、今世においては年老いて後ようやく前世の記憶を取り戻し、再び平氏に帰参するために当時平泉の藤原家に身を寄せていた義経をつけ狙う。
平頼盛
霊帯剣：霊唱
平氏一門の一人。前世における清盛の弟。八百年前の戦いでは平氏の都落ちに加わらず鎌倉の頼朝の元へ降ったために、今世では一門の中で冷遇される身の上であり大きな手柄を必要としており、一年前の平泉で当時義経が通っていた平泉南中学校の教育実習生に身をやつし、奥州藤原氏の軍勢「奥州八万騎」を手中に収めようと暗躍する。
平敦盛
霊帯剣：黒夜叉
平氏一門の一人。コミック版に登場。霊都への入口へと繋がる鎌倉七口の封印を解くべく重盛の命で経正、重衡と共に時忠への援軍として差し向けられる。やや幼い面差ながら義経に匹敵する美少年でもあるが、自分の美意識を任務や世間の常識よりも優先し過ぎるきらいがある割とわがままな性格の持ち主。巨福呂坂および名越坂の切通しの攻略を担当する。
平経正
霊帯剣：琵琶
平氏一門の一人。コミック版に登場。霊都への入口へと繋がる鎌倉七口の封印を解くべく重盛の命で敦盛、重衡と共に時忠への援軍として差し向けられる。ミュージシャン風の青年で亀ヶ谷の切通しの攻略を担当した。
平重衡
霊帯剣：無双
平氏一門の一人。コミック版に登場。霊都への入口へと繋がる鎌倉七口の封印を解くべく重盛の命で敦盛、経正と共に時忠への援軍として差し向けられる。狂暴極まりない性格の巨漢で極楽寺坂の切通しの攻略を担当した。
平業盛
霊帯剣：千本矢
平氏一門の一人。コミック版に登場。鎌倉より消えた「清盛復活の鍵」の行方を追うよう重盛より命を受ける。鎌倉を抜け平泉に向かった「鍵」の正体が義経である事を見定め彼に襲い掛かる。
平知盛
平氏一門の一人。コミック版に登場。眼鏡をかけた長髪の青年で物語の最後に維盛と共に登場し、前世の辞世とは正反対の言葉を残す。
曽我十子
霊帯剣：微塵丸
前世は曾我兄弟の仇討ちで知られる曾我十郎祐成。今世においては女性であり曽我五子の姉。重盛の命で維盛や妹の五子と共に富士川へと派遣されそこで遭遇した義経や国衡達と干戈を交える。
曽我五子
霊帯剣：薄緑丸
前世は曾我五郎時致。今世においては女性であり曽我十子の妹。

### 奥州藤原氏
藤原秀衡
藤原家の当主で国衡、泰衡の父。藤原家は土産物屋を幾つか経営する裕福な家柄で奥州藤原氏の末裔を名乗ってはいるが、彼の家系が藤原の姓を名乗ったのは明治維新後の話であり、更に時の当主が怪しげな家系図を探し出してきた上に「清衡」へと改名した事がきっかけとなり、以来三代「基衡」「秀衡」と奥州藤原氏の歴代当主の名を名乗り続けて現在に至る。（但し血筋は別にして、前世の記憶を持つ志乃に拠れば彼やその息子達は奥州藤原氏の同名の人物の生まれ変わりだと言う）
彼自身は朝から飲酒を嗜む奔放な中年男性だが、人徳に優れ周囲に揉め事の仲裁を度々収めてきた事から、町人には非常に頼りにされており町議会の議員も務めている。
四歳にして両親を交通事故で失った義経を引き取り、以来自分の息子達と共に兄弟同然に育て上げてきた。
穏やかな性格ながら（有段者ではないものの）剣道に掛けては圧倒的な強さを見せ、悪童である義経や国衡も彼の前では大人しくなる。
藤原国衡
霊帯剣：黄金
秀衡の長男で泰衡の双子の兄。藤原家に居候していた義経とは兄弟同然に育った幼馴染である。秀衡の妾腹の子でありながら奥州一の剛勇を謳われた前世を持つだけあり、義経同様に非常に短気でケンカ早く平泉町に於いては共に有名な悪童であった。
また義経とは肝胆相照らす仲であると同時にあらゆる面に於いてライバル関係でもあり何かつけて張り合おうとする。また一方で、志乃や静ら女性達に言い寄られる義経には嫉妬と羨望を向ける事もある。
平泉での平頼盛、忠正らとの戦いの中で前世の記憶と霊帯剣の覚醒を果たし、その一年後志乃と共に鎌倉を訪れ義経と共に平氏と戦う事になる。
藤原泰衡
秀衡の次男で国衡の双子の弟。容貌は兄である国衡と瓜二つながら性格は正反対で陰気かつ気弱であり、兄と間違われて不良に因縁をつけられるなど不幸体質。また前世では父秀衡の遺訓に背き義経一党を滅ぼした張本人でもある。
義経と何かと張り合いながらも仲の良い兄とは違い、志乃への思慕から国衡のそれとは比較にならない嫉妬を義経に向け、それにつけ込まれる形で平頼盛に操られ義経に襲い掛かった挙句、「奥州八万騎」開封の鍵として利用される。

### その他
白河美鈴（しらかわ みすず）
コミック版に登場した義経の学校の新任教師。重度のショタコン。原作ではとある出版社に勤める編集者。
赤織カトル（あかおり カトル）
ライトノベル作家。

## 用語
霊帯剣（れいたいけん）
作中において源氏・平氏の転生者たちが霊力に形を与え、顕現させたもの。武器の形になるものが多いが、身体の一部から出現するモノやなにがしかの媒介となる物品を使用するものもある。
コミック版においては彼ら源平の戦士たちの力は日本国全体から発生した余剰霊力が根源であり、その霊力を「戦いという形で発散する」という構造になっている。
平清盛
本来は平氏の隆盛を決定づけた人物の名だが、今作では霊都に封じられた力そのもの。前世において日本から溢れる霊力を自身に受け入れたため制御不能な力の塊と化す。小説では封印を解いた時忠を依り代に富士川まで逃亡した。
コミック版では、清盛の一部が義経に取り込まれていて、終盤で封印されていた力の半分が宗盛に、残り半分が頼朝の身体に宿った。

## 単行本
角川スニーカー文庫刊。挿絵は別天荒人。
- 第壱巻 鎌倉

1998年9月1日初版発行 ISBN 4044127263
- 第弐巻 富士川

1999年7月1初版発行 ISBN 4044127271
- 第零巻 平泉

1999年10月1日初版発行 ISBN 404412728X

## 漫画
別天荒人・画。角川書店（現：KADOKAWA）『月刊少年エース』1998年11月号 - 2001年5月号で連載。単行本は全4巻。
1. 1999年5月 ISBN 4047132780
2. 1999年12月 ISBN 404713306X
3. 2000年8月 ISBN 4047133582
4. 2001年7月 ISBN 4047134295